# Cardiasteridae
De Cardiasteridae zijn een familie van uitgestorven zee-egels (Echinoidea) uit de orde Holasteroida.

## Geslachten
- Onderfamilie Cardiotaxinae Smith & Jeffery, 2000 †
  - Plesiocorys Pomel, 1883 †
  - Sternotaxis Lambert, 1893 †
- Onderfamilie Cardiasterinae
  - Cardiaster Forbes, 1850 †
  - Hagenowia Duncan, 1889 †
  - Infulaster Desor, 1858 †
  - Protocardiaster Smith & Wright, 2003 †